# Gouvernement Patxi López
 Pays basque
Ibarretxe III Urkullu I
Le gouvernement López est le gouvernement du Pays basque du 9 mai 2009 au 17 décembre 2012, durant la IXe législature du Parlement basque. Il est présidé par Patxi López.

## Composition
| Fonction | Titulaire | Titulaire                                  | Parti  |
| --- | --------- | ------------------------------------------ | ------ |
| Président du gouvernement |           | Francisco Javier López Álvarez             | PSE-EE |
| Conseiller à l'Intérieur |           | Rodolfo Ares Taboada (jusqu'au 02/09/2012) | PSE-EE |
| Conseillère à l'Éducation, à l'Enseignement supérieur et à la Recherche                                                                                      |           | María Isabel Celaá Diéguez                 | PSE-EE |
| Conseiller à l'Économie et aux Finances |           | Carlos Aguirre Arana                       | PSE-EE |
| Conseillère à la Justice et aux Administrations publiques Conseillère à l'Intérieur, à la Justice et aux Administrations publiques (02/09/2012) Porte-parole |           | Idoia Mendia Cueva                         | PSE-EE |
| Conseiller au Logement, aux Travaux publics et aux Transports                                                                                                |           | Iñaki Arriola López                        | PSE-EE |
| Conseiller à l'Industrie et à l'Innovation Conseiller à l'Industrie, à l'Innovation, au Commerce et au Tourisme (04/08/2009)                                 |           | Bernabé Unda Barturen                      | Sans   |
| Conseillère à l'Emploi et aux Affaires sociales |           | María Gemma Aránzazu Zabaleta Areta        | PSE-EE |
| Conseiller à la Santé et à la Consommation |           | Javier Rafael Bengoa Rentería              | PSE-EE |
| Conseillère à l'Environnement, à la Planification territoriale, à l'Agriculture et à la Pêche                                                                |           | Pilar Unzalu Pérez de Eulate               | PSE-EE |
| Conseillère à la Culture |           | María Blanca Urgell Lázaro                 | PSE-EE |